# Linguistica romanza

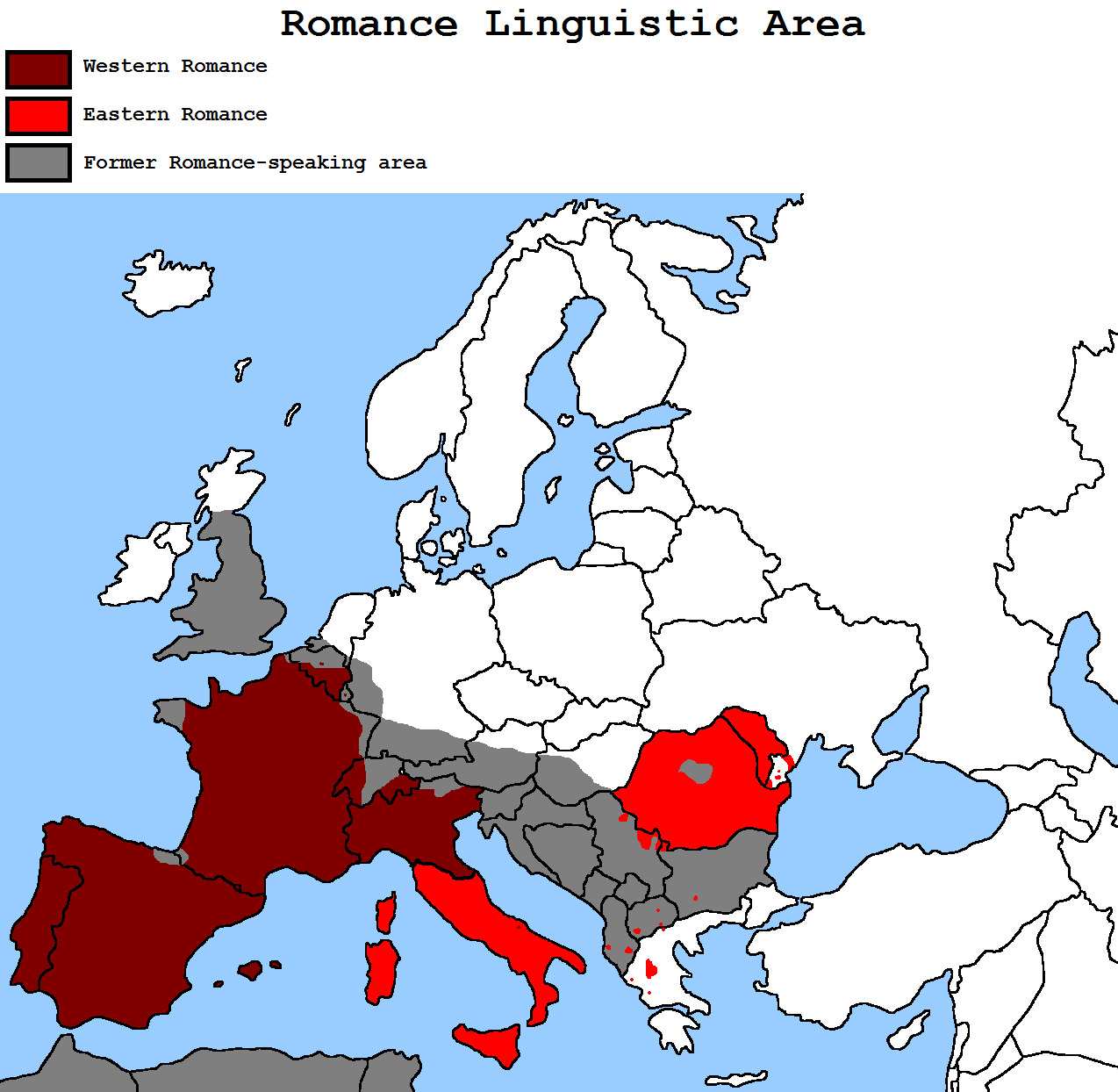
Mappa in cui è evidenziata l'area romanza

La linguistica romanza è quella parte della linguistica che studia i cambiamenti a livello fonetico, morfologico, sintattico e lessicale che hanno portato dal latino alle moderne lingue romanze.
La linguistica romanza studia ogni versante delle lingue romanze: fonetica, morfologia, sintassi, lessicologia, dialettologia, sociolinguistica, pragmatica e le considera sia sotto l'aspetto sincronico, sia sotto l'aspetto diacronico.

## Storia della disciplina
Sin dal Medioevo risultano riflessioni sulle lingue romanze, come nel caso di Dante Alighieri col suo trattato De vulgari eloquentia. Nel Seicento e nel Settecento, in mancanza di un metodo valido per la classificazione delle lingue, ancora non si era stilata una lista completa della grande quantità di varietà europee appartenenti al gruppo di lingue romanze.
Tra il 1836 e il 1843 il linguista tedesco Friedrich Diez scrive la Grammatik der romanischen Sprachen (Grammatica delle lingue romanze) secondo il metodo comparativo della linguistica indoeuropea e, in seguito, nel 1853 pubblica Etymologisches Wörterbuch der romanischen Sprachen (Vocabolario etimologico delle lingue romanze).
Nel 1861, il linguista tedesco August Schleicher pubblica quella che è considerata la sua opera principale Compendium der vergleichenden Grammatik der indo-germanischen Sprachen (Compendio della grammatica comparativa delle lingue indoeuropee) in cui propone il primo albero genealogico della lingua indoeuropea.
Dal metodo comparativo, dunque, si passa a una descrizione in ordine cronologico per delineare i vari sistemi delle lingue derivate, a partire dalla ricostruzione delle fasi linguistiche scomparse.
Nel 1866-68, Hugo Schuchardt, allievo di Schleicher, pubblica Der Vokalismus des Vulgärlateins in cui spiega l'importanza degli “ipercorrettismi”: se troviamo scritto hoctober al posto di october, significa che uno scriba, insicuro di quali parole cominciassero con la lettera h, nell'intenzione di essere corretto, sbagliava.
Vi sono innumerevoli deviazioni degli scritti più umili, in cui gli scriba trascrivevano i testi in modo errato. Le lingue romanze, non sono, quindi, derivate dagli scritti dei più eruditi, ma dal complesso delle forme del latino presenti nell'Impero Romano.
Secondo Schuchardt, era di rilevante importanza la continua variazione e la diffusione delle innovazioni in una lingua. Afferma: " Come tutti gli organismi, anche la lingua è sottoposta alla legge di differenziazione, che si basa su due fattori, la mutazione eterna (Eraclito) e la diversità universale (Leibnitz) ", la prima operante nel tempo, l'altra nello spazio.
Affiorò, così, un nuovo problema: l'esistenza o meno dei confini linguistici.
Il linguista svizzero Jules Gilliéron, allora, diede forma al primo atlante linguistico, l’Atlas linguistique de la France (1902-1910) e pose le basi per una nuova disciplina: la geografia linguistica.
Nella prima metà del Novecento, comincia a imporsi la linguistica strutturale basata sugli studi di Ferdinand de Saussure, che porta in secondo piano la linguistica romanza, ma quest'ultima era ormai ampiamente diffusa anche in Paesi non rientranti nell'area romanza.

## La base latina
Le lingue romanze o neolatine sono frutto di una somma di mutamenti che sono intervenuti nel tempo e hanno determinato una tale differenza con la lingua d'origine (il latino) da non essere più riconosciuta dai parlanti come la stessa lingua.
L'area in cui ancora oggi si parlano viene chiamata Romània. Il termine romanzo deriva dall'avverbio latino ROMANICE riferito al parlare in vernacolo (ROMANICE LOQUI). Da ROMANICE deriva la forma antico-francese romanz, da cui l'italiano romanzo.

### Il latino nelle lingue indoeuropee
Se le lingue romanze derivano dal latino, il latino a sua volta fa parte della famiglia delle lingue indoeuropee, una lingua di cui non si hanno tracce ma che è risultata l'unico modo per spiegare l'affinità fra un gruppo molto ampio di lingue, quali il latino, il greco, il tedesco, il russo, l'albanese, l'armeno, il persiano e il sanscrito. Tali affinità furono dimostrate in base a rigorose corrispondenze fra morfemi e suoni. Si ipotizzò, quindi, che tutte queste lingue provenissero da un capostipite comune: l'indoeuropeo.

### L'espansione del latino
Il periodo di espansione di Roma copre un arco di quasi quattro secoli. Cominciò con la sottomissione dell'Italia centro-meridionale verso il 272 a.C., per finire con la conquista della Dacia (l'attuale Romania) nel 107 d.C. La data accettata per la caduta definitiva dell'Impero romano d'Occidente è il 476, quando Romolo Augusto fu deposto da Odoacre, re degli Eruli. Grazie all'espansione del dominio di Roma, avvenne la latinizzazione di territori immensi.
Originariamente, il latino era parlato solamente a Roma e nei dintorni della città; nel resto della penisola, erano usate altre lingue affini al latino, le lingue italiche (umbro, osco, siculo, venetico) ma vi era anche una forte presenza di altre varietà indoeuropee come il celtico, il greco, il messapico, ma anche lingue non indoeuropee: ligure, retico, etrusco, sicano, elimo, punico. Il processo di latinizzazione fu secolare e consistette, da una parte, nell'emigrazione in tutto l'Impero di parlanti nativi latini e dall'altra, nell'apprendimento delle altre popolazioni della lingua latina. In realtà, le popolazioni conquistate, non vennero indotte dai Romani a imparare la loro lingua, non vi fu una cosciente politica linguistica; i Romani, infatti, consideravano la conoscenza del latino un privilegio, come la cittadinanza romana. Di eguale importanza, fu l'immissione dei mercati romani nei territori conquistati o da conquistare che contribuì a diffondere la lingua. Il prestigio del latino era indiscusso e, per le popolazioni conquistate, era un valore da non sottovalutare poiché era un parametro che permetteva l'integrazione con il popolo romano.

### Il latino classico e il latino volgare
Fin dall'Ottocento il metodo comparativo, fondato sul confronto fra le lingue romanze per cercare di ricostruire le forme linguistiche di base, ha messo in evidenza che molte forme oggi usate sono derivate dal latino, ma che questo latino non corrisponde al latino classico.
Tradizionalmente gli studiosi di linguistica hanno chiamato quest'altro latino latino volgare, un'espressione coniata verso il 1866-68 dal linguista tedesco Hugo Schuchardt e ricalcare l'espressione sermo vulgaris. Un termine concorrente, preferito in alcuni ambienti, è protoromanzo.
Scuschardt fu il primo a interessarsi maggiormente al latino parlato da popolo che a quello rigoroso della tradizione grammaticale. Con “latino volgare”, egli intendeva una varietà di livelli linguistici e dialetti di cui una persona si serviva in diverse circostanze, scegliendo il modo più appropriato di parlare a seconda della situazione. Le differenze tra le varietà sopra citate non sono individuabili sempre banalmente, soprattutto nella sintassi e nel lessico. L'opposizione è, invece, più marcata in morfologia e fonetica.
È grazie al Cristianesimo che si ha la valorizzazione delle forme volgari.
Successivamente, le invasioni germaniche eliminarono la differenza sociale e linguistica fra classi superiori e classi inferiori e il latino venne circoscritto all'ambito culturale, quindi il parlato popolare, non più latino ma romanzo, ebbe la meglio.
Dunque, le differenziazioni dialettali del latino chiariscono che le differenze fra le lingue romanze risalgono già ai tempi dell'Impero romano.
In seguito, il romanista inglese Roger Wright (1982) ha osservato che l'espressione sermo vulgaris non si riferiva solo al ceto sociale più incolto, ma alla varietà parlata da tutti nella quotidianità e in situazioni non formali. Da ciò si evince che non esistono due varietà linguistiche parallele (latino classico e latino volgare), ma un'unica varietà con livelli stilistici diversi.

## Dal latino alle lingue romanze: ipotesi
Anche se la variazione delle lingue è del tutto naturale, non è facile dare una spiegazione sul motivo del frazionamento del latino in un gruppo di lingue diverse non solo dal latino stesso, ma anche fra di loro. Le ipotesi sul perché si è arrivati ad avere una così vasta quantità di lingue, sono molteplici:
- le invasioni barbariche: le lingue romanze vengono considerate delle variazioni del latino dovute alla mescolanza etnica con i barbari e quindi il numero di lingue romanze corrisponderebbe alla pluralità di popoli barbari che hanno modificato il latino ognuno in modo diverso;
- la diglossia: attorno al 1400 prende forma la teoria di una diglossia permanente nell'antica Roma, ossia la presenza contemporanea sia di una lingua "alta", usata nell'ambito della cultura, sia una lingua "bassa" (il volgare) che si sarebbe sviluppata nelle lingue romanze. In realtà, non esistono prove circa l'esistenza di tale diglossia;
- il sostrato: nel 1881, il linguista italiano Ascoli ipotizza che la diversa formazione delle lingue romanze ha origine ancor prima della latinizzazione: questo fenomeno ha sicuramente avuto un ruolo nella formazione delle diverse lingue romanze, ma è impossibile attribuirgliene tutta la causa;
- epoca della latinizzazione: nel 1884 Gustav Gröber ipotizza che la diversità delle lingue romanze sia collegata al periodo della latinizzazione in una determinata zona, ossia che dipenda dallo stadio di sviluppo del latino nel periodo considerato. Si sono riscontrati parecchi argomenti a sfavore di questa teoria: primo fra tutti è che questa presupponesse una forte differenziazione del latino imperiale stesso; inoltre, la latinizzazione è stato un processo secolare che, in alcuni casi, non era ancora terminato al momento del crollo dell'Impero romano, quindi è assai poco probabile che il latino di una provincia non del tutto latinizzata non subisse le influenze di altre lingue;
- opposizione tra occidente e oriente: nel 1936, il linguista tedesco Walther von Wartburg traccia un'opposizione fra Romània occidentale e Romània orientale romanizzate, rispettivamente, la prima dall'alto e la seconda dal basso. Nella zona occidentale, dunque, sarebbe arrivato il latino classico, mentre nella zona orientale quello volgare. Su questa bipartizione, si sarebbe sovrapposta, poi, l'influenza dei germanici che avrebbe prodotto risultati multipli. Questa teoria è molto generica e non risolve a fondo il problema;
- il latino medievale: nel 1982, l'inglese Roger Wright formula una tesi secondo la quale è il latino medievale che deve essere studiato, non le lingue romanze. Secondo Wright, il latino medievale non è la continuazione diretta del latino scritto antico e questo perché all'epoca di Carlo Magno si scrivevano, in realtà, testi romanzi nascosti sotto una veste grafica latina creando un totale divario tra grafia e pronuncia. Questa teoria non spiega, però, in che modo la grafia latina potesse coprire sia la fonetica, sia la grammatica romanza, molto differenti da quella latina. Wright, inoltre, ipotizzando che il passaggio da latino a lingua romanza sarebbe avvenuto sotto la copertura di una grafia che non mutava insieme con la lingua, non può stabilire né il periodo del cambiamento né il motivo per cui il cambiamento è stato differente nelle le varie zone.

## Dal latino alle lingue romanze: mutamenti
Le differenze tra latino e lingue romanze riguardano: la scrittura, il sistema fonologico, il sistema morfosintattico.

### La scrittura
Il latino utilizzava un alfabeto composto da 23 lettere (A-a, B-b, C-c, D-d, E-e, F-f, G-g, H-h, I-ı, K-k, L-l, M-m, N-n, O-o, P-p, Q-q, R-r, S-s, T-t, V-u, X-x, Y-y, Z-z) con l'aggiunta di W-w in area anglonormanna, poi adottata anche in ambito tedesco e slavo-occidentale, e che da lingua a lingua può avere e valore consonantico [v] e semiconsonantico [w], o un suono intermedio.
La lettera V-u corrispondeva in origine alla vocale [u] e alla semiconsonante [w] e la U-u fu derivata dalla forma minuscola carolina della V-u, nel rinascimento, in Italia, modificando la V-u in V-v, e dando a questa il valore consonantico [v] e alla U-u quello semiconsonantico [w] e vocalico [u]. 
La I-ı corrispondeva sia alla vocale [i] sia alla semiconsonante [j]. 
Gli accenti risalgono all'apex che i latini ponevano sulla vocale per indicare che era lunga; in tutte le lingue romanze, con l'eccezione del francese, l'accento indica solo la vocale tonica e viene fissato solamente quando la posizione non è quella normale. Il francese, invece, si serve dell'accento per un uso diacritico, ad esempio per distinguere tra [ε], [e] ed [ɛ] (ciò avviene anche nelle messe per iscritto più coerenti delle lingue pugliesi, come campano, pugliese propriamente detto e abruzzese). 
Oggi, tranne che nel turco, tutte le lingue che usano l'alfabeto latino scrivono sempre la I-ı e la J col punto, quando minuscole (i, j), un segno diacritico generalizzatosi in questa forma durante il medioevo, che non compare solo se sostituito da altri segni diacritici. 
Nel turco esistono la I-ı e la İ-i, in quanto lettere distinte.
Nelle lingue romanze, la grafia rimase la stessa del latino ma, in alcuni casi, il cambiamento si ebbe a livello fonetico.
Il latino aveva solamente la “s” sorda, ma nelle lingue romanze era comparsa anche la corrispondente sonora [z] che si trovava solo all'interno della parola. La differenza, laddove specificata, si marcò usando “ss” per indicare la sorda.
I romani per scrivere le consonanti m e n adottavano spesso un'abbreviazione: il titulus, un trattino posto sulla lettera precedente, ad esempio ad annus corrispondeva ãnus. Nello spagnolo antico la doppia n era diventata [ɲ] e le grafie nn e ñ indicavano la n palatale; dal XVI secolo in poi, invece, lo spagnolo adottò come forma generale la ñ.
Le consonanti “c” [k] e “g” [g] hanno avuto diversi sviluppi; la grafia “ci” o “ce”:
- in italiano e rumeno vale [tʃ];
- in francese, in spagnolo e in portoghese antichi vale [ts];
- in francese e portoghese moderni vale [s];
- in spagnolo moderno vale [θ].

Per le velari palatali [k] e [g] davanti alle vocali “e” e “i”, il francese e lo spagnolo hanno adottato la grafia “que”, “qui” e “gue”, “gui”.
La “x”, in latino, era letta [ks] e:
- il francese antico la usò come abbreviazione per us e ne resta ancora una traccia nei plurali in -eux e -aux;
- nella penisola iberica e nel siciliano (e spesso nel pugliese) fu usata per esprimere il suono [ʃ];
- in sardo indica il suono [ʒ];
- in portoghese vale [ʃ], eccetto che in parole di origine straniera dove indica [ks].

In latino, la lettera "h" era aspirata se si trovava all'inizio della parola o in ph, th e ch e muta se si trovava all'interno della parola. Nelle lingue romanze fu usata combinandola con altre lettere per indicare suoni estranei al latino:
- “dh” esprime la fricativa [ð];
- “sh” vale [ʃ] in occitano antico;
- “ch” in francese antico vale [tʃ] e poi [ʃ];
- il toscano e, in seguito, l'italiano, e il rumeno hanno assunto “ch” e gh" per esprimere, rispettivamente, [k] e [g] quando davanti ad "e" ed "i", in opposizione alle altre lingue romanze in cui esprimono rispettivamente le palatali [tʃ] e [dʒ].

Per esprimere le nuove affricate [ts] e [dz], l'italiano scelse la “z” per entrambe, le altre lingue romanze usarono, invece, “ts” e “tz”.
La mancata introduzione di nuovi simboli grafici attesta quanto sia conservatrice la scrittura; i mutamenti fonetici che sono stati apportati nel tempo e la mancata riproduzione di tali cambiamenti anche nella grafia hanno fatto sì che il divario fra grafia e pronuncia risultasse evidente soprattutto in lingue come il francese, dove la differenza è notevole.

### Il sistema fonologico: vocali
La prima differenza che si nota nel sistema fonologico tra latino e lingue romanze è quella delle vocali: in latino esistevano 10 fonemi vocalici distinti tra loro per apertura e durata.
Queste 10 vocali sono state trasformate secondo vari sistemi. Il più diffuso è detto “romanzo comune” ed è usato nella penisola Iberica, in Francia e in gran parte dell'Italia e le corrispondenze sono le seguenti:
| ROMANZO COMUNE | ROMANZO COMUNE |
| -------------- | -------------- |
| R. Comune      | Latino         |
| i              | Ī              |
| e              | Ĭ              |
| e              | Ē              |
| ɛ              | Ě              |
| a              | Ă              |
| a              | Ā              |
| ɔ              | Ǒ              |
| o              | Ō              |
| o              | Ǔ              |
| u              | Ū              |

Esiste inoltre il “sistema sardo” usato in Sardegna, in parte della Basilicata e probabilmente, nell'antichità, in Africa
| SISTEMA SARDO | SISTEMA SARDO |
| ------------- | ------------- |
| Sardo         | Latino        |
| i             | Ĭ             |
| i             | Ī             |
| ɛ             | Ě             |
| ɛ             | Ē             |
| a             | Ā             |
| a             | Ă             |
| ɔ             | Ǒ             |
| ɔ             | Ō             |
| u             | Ū             |
| u             | Ŭ             |

Si ha anche “sistema romeno” (Balcani, Basilicata orientale)
| SISTEMA ROMENO | SISTEMA ROMENO |
| -------------- | -------------- |
| Romeno         | Latino         |
| i              | Ī              |
| e              | Ǐ              |
| e              | Ē              |
| e              | Ě              |
| a              | Ă              |
| a              | Ā              |
| o              | Ǒ              |
| o              | Ō              |
| u              | Ǔ              |
| u              | Ū              |

E, infine, si ha il “sistema siciliano” (Sicilia, Calabria meridionale e Salento).
| SISTEMA SICILIANO | SISTEMA SICILIANO |
| ----------------- | ----------------- |
| Siciliano         | Latino            |
| i                 | Ī                 |
| i                 | Ǐ                 |
| i                 | Ē                 |
| ɛ                 | Ĕ                 |
| a                 | Ă                 |
| a                 | Ā                 |
| ɔ                 | Ǒ                 |
| u                 | Ō                 |
| u                 | Ǔ                 |
| u                 | Ū                 |

Il criterio che ha caratterizzato il passaggio dal latino alle lingue romanze viene definito rifonologizzazione. Tale principio consiste nella riorganizzazione del sistema vocalico: la capacità distintiva non è più data dalla quantità (lunghezza) vocalica, ma dalla qualità (timbro) che si manifesta attraverso l'accentuazione.
Lo schema sopra riportato evidenzia la trasformazione delle vocali toniche. Per quanto riguarda le vocali atone, invece, il sistema si riduce a 5 soli foni (i, e, a, o, u) tramite la neutralizzazione in un unico fonema, detto arcifonema, rappresentato dalle vocali Ɛ>e e Ɔ>o.
Le vocali toniche delle lingue romanze sono interessate, anche a seconda delle diverse aree, dal dittongamento . In generale i tre dittonghi latini AE, OE, AU evolvono rispettivamente in ɛ, e, o; per cui avremo che caelum diventa cielo, poena diventa pena e aurum diventa oro.
L'italiano dittonga le vocali ɛ e ɔ se si trovano in sillaba libera (dittongazione spontanea); per esempio dal latino fǒcu(m) si ha fuoco.
Il francese dittonga vocali sia medio-basse sia medio-alte, più precisamente sia ɛ e ɔ, sia e e o, in sillaba libera. Ad esempio, dal lat. habēre, si è passato ad aveir e infine ad avoir.
In castigliano, il dittongamento avviene indifferentemente sia in sillaba libera, sia in sillaba chiusa (dittongazione condizionata) e interessa le vocali ɛ e ɔ: fĕrrum diventa hierro e pŏrta diventa puerta.
Nel passaggio al latino volgare si assiste anche all'eliminazione degli iati, cioè delle strutture sillabiche caratterizzate da due vocali giustapposte. 
La semplificazione di tali strutture avviene per mezzo delle semiconsonanti j (yod) e w, che hanno reso possibili evoluzioni come alěa>alia, vinea>vinia. 
Dal latino alle lingue romanze è inoltre frequente la sincope delle vocali postoniche nelle parole sdrucciole, ovvero la caduta della vocale che segue quella accentata. Questa forma, per citarne un esempio, si ritrova già in Orazio, dove viene usato "soldu" (< "sólídum") > it. soldo.

### Il sistema fonologico: consonanti
Per consonantismo si intendono le modifiche del sistema consonantico di una determinata lingua nel corso del tempo (Diacronia). L'articolazione delle consonanti coinvolge maggiormente gli organi fonatori, rispetto alle vocali, e per questo si distinguono per il punto e il modo di articolazione e la presenza o meno di vibrazione delle corde vocali. In latino le consonanti si distinguevano per il punto di articolazione in labiali, labio-velari, dentali velari, labio-dentali e la laringale, invece per il modo di articolazione in occlusive, fricative, nasali, laterali e vibranti. Nella tabella sono riportate le diverse consonanti latine:
|                          | Labiale | Labio-dentale | Dentale | Velare | Labio-velare | Laringale |
| ------------------------ | ------- | ------------- | ------- | ------ | ------------ | --------- |
| Occlusive sorde e sonore | p-b     |               | t-d     | k-g    | kw-gw        |           |
| Nasali                   | m       |               | n       |        |              |           |
| Fricative                |         | f             | s       |        |              | h         |
| Laterale                 |         |               | l       |        |              |           |
| Vibrante                 |         |               | r       |        |              |           |

L'elenco dei fonemi consonantici latini è più ridotto rispetto a quello romanzo. 
Le consonanti latine nel corso del tempo sono cambiate: alcune sono scomparse come la KW e la GW che si sono ridotte a un solo elemento velare (per esempio quomodo→ come in italiano) e -H che scompare in tutta la Romània, altre invece sono state introdotte:
- fricativa sonora labiodentale V (per esempio da auis si passa a avis)
- fonemi indicati con la grafia Z, ovvero la affricata dentale sorda (-ts) e sonora (dz)
- fonemi indicati con le grafie C, CI  (tʃ) e G, GI (dʒ), ovvero le affricate palatali sorde e sonore
- i fonemi indicati con le grafie SC, SCI (ʃ) e J, ovvero le fricative palatali sorde e sonore

Cambiamento consonanti in posizione iniziale:
le consonanti in posizione iniziale nella maggior parte dei casi rimangono invariate. Sono resistenti quando seguite da vocale posteriore(O-U), per esempio  corpus rimane corpo, invece quelle seguite da vocale anteriore (E-I) e talvolta la vocale centrale A (solo per il francese) tendono a palatalizzare, per esempio da gentem  si passa a gente (dʒ). Altro caso di palatalizzazione si può trovare quando la J è a inizio parola, per esempio da iocum si passa a gioco oppure quando la D precede la J, per esempio da diurnum si passa a giorno. In aggiunta, i nessi consonantici seguiti da L si conservano in francese, catalano e occitano, invece palatizzano in italiano, spagnolo e portoghese, per esempio plenum si trasforma in pieno.
Consonanti in posizione finale: 
le consonanti finali, che già nel latino classico erano poco usate, sono le più deboli e perciò tendono a cadere:
- -M serviva a indicare gran parte degli accusativi singolari, nonché alcune terminazioni verbali della 1ª persona singolare. Della –M non rimane alcuna traccia nelle parole di più sillabe, per esempio amicum diventa amico, invece nei monosillabi, se non scompare, viene sostituita dalla "n", soprattutto nella Romània occidentale.
- -T :si dilegua ma rimane come marchio della 3ª persona singolare dei verbi francesi, ma non si pronuncia; in molte varianti del sardo rimane ed è pronunciata (tendente a /d/ o /r/ e seguita da vocale paragogica)
- -S è ultima a cadere, perché aveva funzione grammaticale molto forte. La –S era usata in molti nominativi plurali e in tutti gli accusativi plurali, nonché nelle desinenze verbali della 2ª persona singolare e plurale. Nelle lingue romanze si conserva come marca del plurale e desinenza verbale solo in portoghese, spagnolo, catalano, occitano, francese, reto-romanzo e sardo.
- A causa della caduta di alcune vocali finali di parola, dovuta all'evoluzione del sistema fonetico, si sono trovate al termine della parola le consonanti, che precedevano le vocali cadute, dette secondarie. Queste ultime, essendo deboli, in un primo momento diventano sorde e poi si dileguano.

Altri cambiamenti consonantici:
le consonanti sono influenzate anche da altri contesti fonetici, oltre che alla posizione iniziale e finale, e ne causano il loro cambiamento.
1) Lenizione: con questo fenomeno le consonanti intervocaliche si indeboliscono, in particolare le occlusive. Quest'ultimo elemento ha interessato soprattutto la penisola iberica, la Francia e l'Italia Settentrionale. Inoltre questo fenomeno non tocca le lingue orientali. La lenizione può verificarsi quando: la -s intervocalica passa a /z/, le consonanti doppie sorde diventano semplici (pp → p), le consonanti sorde diventano sonore (t → d; p → b), le consonanti occlusive sorde diventano sonore o si annullano (k → g, Ø).
2) Palatalizzazione: questo fenomeno si ha quando il suono di una consonante si sposta dal velo al palato. I vari fonemi che subiscono la palatalizzazione non sono uguali in tutte le lingue romanze, poiché già in latino questo procedimento incominciò ad affermarsi.
| suono che palatalizza | suoni coinvolti | lingue interessate     | esito                  |
| --------------------- | --------------- | ---------------------- | ---------------------- |
| j                     | tutti           | tutte                  | vari                   |
| i,e                   | k g             | tutte tranne il sardo  | ts/s; dz/z; tʃ/ʃ; dʒ/ʒ |
| a                     | k g             | gallo- e reto- romanzo | tʃ/ʃ; tʒ/ʒ             |

Altri nessi che possono palatalizzare sono:
- t diventa jt, per esempio factum si trasforma in fait in francese
- cr diventa jr, per esempio sacramentum si trasforma in serment in francese
- mn diventa ŋ in spagnolo, per esempio somnum si trasforma in sueño
- ns diventa s in specifici contesti, per esempio pensare si trasforma in pesare

3)Spirantizzazione: fenomeno che porta i fonemi /b/ e /w/ del latino classico a passare in latino volgare alla pronuncia fricativa labiale sonora . Questo fenomeno avviene in gran parte delle lingue romanze. Per esempio da habere si passa a avere oppure da caballum si passa a cavallo.

### Il sistema morfologico
I cambiamenti nel sistema morfologico interessano: la declinazione, il genere, il sistema verbale, il sistema nominale e le parole indeclinabili.
1. declinazione: in latino ci sono cinque declinazioni, al plurale e al singolare, mentre nella maggior parte delle lingue romanze non si trovano declinazioni, ma si ha una forma per il plurale e il singolare derivata frequentemente dall'accusativo latino. Una declinazione bicasuale, la si trova, invece, in epoca medievale, nel gallo-romanzo francese e nell'occitano con la distinzione fra caso retto, con funzione di soggetto e vocativo, e caso obliquo, comprendente tutte le altre funzioni. Nella seconda parte del Medioevo, anche il gallo-romanzo francese e l'occitano hanno eliminato la declinazione per usare, in gran parte, il caso obliquo.
2. genere: in latino, oltre al maschile e al femminile, si trova anche il genere neutro, eliminato da tutte le lingue romanze con l'eccezione del romeno. Al singolare, il neutro latino spesso prevede la terminazione in -um sia al nominativo sia all'accusativo (sempre uguali per il genere neutro), quindi, con la perdita della consonante finale, la forma va a coincidere con il maschile; al plurale, invece, i neutri sono marcati sempre dalla terminazione in -a e coincidono con il singolare femminile. In italiano il genere neutro è rimasto come fossile linguistico in una serie di parole che, pur essendo maschili al singolare, hanno un plurale di genere femminile, erede dell’antico neutro in -a (ad esempio ciglio-ciglia, lenzuolo-lenzuola, uovo-uova). Ne restano delle tracce anche in qualche dialetto dell'Italia centrale, in cui si distinguono sostantivi terminanti in -u che in latino erano maschili e sostantivi terminanti in -o che in origine erano neutri.
3. sistema verbale: il sistema verbale nelle lingue romanze è molto diverso da quello del latino, anche se le due lingue coincidono per alcuni tratti, come per esempio il verbo coniugato. Per questo, si utilizzano desinenze diverse per esprimere le varie funzioni delle voci verbali. Tra i principali cambiamenti troviamo così metaplasmi di coniugazione: nel passaggio alle lingue romanze alcuni verbi possono cambiare coniugazione (dicere→dire), infatti le coniugazioni in latino erano quattro: -are, -ēre, -ĕre, -ire e nelle lingue romanze diventano tre: -are, -ere, -ire (cantare, habēre, vendĕre, dormire). È importante evidenziare che alcune forme latine spariscono: i verbi deponenti, ossia quei verbi che hanno forma passiva ma significato attivo, ad esempio sequor → *sequo → seguo, il congiuntivo imperfetto e l'indicativo piuccheperfetto in quasi tutta la Romània, l'infinito perfetto e l'infinito passivo. Tra le forme che cambiano in modo radicale possiamo trovare il futuro e il condizionale. Il futuro presentava due forme: la prima veniva utilizzata per la 1ª-2ª coniugazione (cantabo-habebo), ma poteva essere facilmente confusa con l'imperfetto, la seconda era usata per la 3ª-4ª (vendam-audiam) e poteva essere fraintesa con il congiuntivo. Per evitare errori le lingue romanze adottano strategie diverse: o l'utilizzo del presente con avverbio temporale oppure della perifrasi, come habeo cantare. Con il passare del tempo habeo perde il suo significato lessicale pieno e viene reinterpretato come morfema grammaticale. Si crea così una nuova forma verbale sintetica, per esempio canterò. Il condizionale in latino si esprimeva attraverso il congiuntivo. Le lingue romanze creano quindi una nuova forma che segue lo stesso meccanismo del futuro, per esempio da cantare+*hebŭi si forma canterei. C'è però da precisare che tra le forme verbali latine che sopravvivono alcune cambiano funzione: il congiuntivo piuccheperfetto assume le funzioni del congiuntivo imperfetto nelle lingue occidentali e nell'indicativo piuccheperfetto in romeno. Come il latino, anche le lingue romanze hanno forme irregolari dei verbi, ma non sempre i verbi irregolari della lingua dei romani sono gli stessi di quella romanza, come il verbo avere che tende a essere irregolare anche se deriva dal verbo habere.
4. sistema nominale: Come ogni sistema nominale delle lingue romanze moderne, anche quello latino riguardava i sostantivi, gli aggettivi, i pronomi e i numerali. Ma le parole appartenenti a queste categorie nel sistema latino erano declinate, pertanto la parola assumeva un caso (funzione svolta dalla parola nella frase), un genere e un numero diverso a seconda della propria uscita: la declinazione era quindi determinante. Nello specifico il latino prevedeva sei casi: il nominativo (soggetto), il genitivo (complemento di specificazione), l'accusativo(complemento oggetto), il dativo (complemento di termine) il vocativo (indicante la persona o la cosa a cui ci si rivolge) e l'ablativo (complemento d'agente, origine, mezzo, modo, luogo). I sostantivi latini, pertanto, si dividevano in cinque declinazioni, ciascuna con forma singolare e plurale con specifiche desinenze a seconda dei casi.

Schema esplicativo dei tipi più frequenti.
Singolare
| Nom. | rosa  | lupus | dux   | manus | res |
| Gen. | rosae | lupi  | ducis | manus | rei |
| Dat. | rosae | lupo  | duci  | manui | rei |
| Acc. | rosam | lupum | ducem | manum | rem |
| Voc. | rosa  | lupe  | dux   | manu  | res |
| Abl. | rosa  | lupo  | duce  | mano  | re  |

Plurale
| Nom. | rosae   | lupi    | duces   | manus   | res   |
| Gen. | rosarum | luporum | ducum   | manuum  | rerum |
| Dat. | rosis   | lupis   | ducibus | manibus | rebus |
| Acc. | rosas   | lupos   | duces   | manus   | res   |
| Voc. | rosae   | lupi    | duces   | manus   | res   |
| Abl. | rosis   | lupis   | ducibus | manibus | rebus |

A ciò si aggiungono le forme del neutro, appartenenti alla seconda, alla terza e alla quarta declinazione e limitate alla nominativo singolare e plurale e al vocativo e accusativo plurale.
Nel passaggio alle lingue romanze anche il sistema nominale segue la “ratio” della riduzione, della semplificazione. Si evidenziano, per questo, alcuni tra i principali cambiamenti:
- La riduzione delle declinazioni: da cinque passano a tre poiché già nel latino classico la quarta e la quinta erano considerate improduttive. Quel che rimane può essere quindi così riassunto:

1)  Sostantivi femminili terminanti in -a (prima declinazione)
2)  Sostantivi maschili terminanti in -o (seconda, terza e quarta declinazione)
3) Sostantivi maschili e femminili terminanti in -e ( terza declinazione)
- Il cambiamento di genere: la riduzione delle declinazioni ha inevitabilmente portato, per alcune parole, a un cambiamento di genere, al fine di farlo corrispondere alla forma. I nomi degli alberi, ad esempio, che in latino classico erano femminili (desinenza in -us), sono diventati maschili (pinus-->pino)
- La perdita del neutro: in generale i sostantivi neutri sono diventati maschili, ma durante il lungo processo di eliminazione alcuni plurali neutri in -A sono passati come femminili singolari di prima declinazione e hanno così creato una serie di doppioni, spesso di diverso significato: es: Foglio/foglia ,  Legno/legna
- La riduzione dei casi: contribuiscono a ciò la perdita di -M finale, già attestata nelle iscrizioni pompeiane, che rese identiche, nella prima e nella terza declinazione, la forma di ablativo e accusativo singolare, e la perdita della quantità vocalica che rese impossibile distinguere, nella prima declinazione, le forme del nominativo e dell'ablativo singolare della prima declinazione (Rosa, rosā).
- Il sistema casuale viene dunque sostituito (definitivamente tra il V-VII secolo) per evitare la ridondanza che questi cambiamenti avevano provocato nella lingua: a fronte di due casi non più distinguibili, e quindi di due sostantivi simili, la desinenza non era più rilevante. Era infatti sufficiente l'uso delle preposizioni, che rendevano il caso prevedibile.
- Il caso che sopravvive nelle lingue romanze è l'accusativo, da cui derivano i sostantivi delle stesse (Rosa<rosam, notte<noctem), in alcune aree, tuttavia, alcune forme del sistema casuale sopravvissero più a lungo: galloromanzo, francese, occitano e retoromanzo adottarono, nella fase medievale, un sistema di tipo bi-casuale che prevedeva unicamente un caso retto e uno obliquo. Sistema che il romeno, in quanto lingua conservatrice, utilizza ancora oggi.

1. parole indeclinabili: sono quelle parole che non hanno una forma flessiva e non hanno quindi bisogno di declinazioni; nonostante ciò hanno una funzione grammaticale. Questo gruppo comprende: avverbi, preposizioni e congiunzioni. Per quanto riguarda gli avverbi in latino si formavano aggiungendo -e per gli aggettivi di 1ª classe (per esempio certus→certe), mentre con -iter per quelli della 2ª classe (per esempio fortis→fortiter). Un altro modo per formare avverbi era usare l'aggettivo all'accusativo singolare del neutro. Quest'ultima forma si usa tuttora in romeno e nei dialetti italiani meridionali, invece le altre desinenze sono state sostituite dal suffisso tonico -mente, aggiunto all'aggettivo femminile, per esempio *lenta mente diventa lentamente in italiano. Altra categoria di parole indeclinabili sono le preposizioni: alcune sono sopravvissute nelle lingue romanze, come per esempio contra→contro, inter→tra, super→sopra, cum→con. Altre invece si sono trasformate in avverbi come per esempio pos(t)=dietro→poi; a sua volta qualche avverbio si è trasformato in preposizione, ad esempio su(r)sum=in su→su. Ultima categoria è quella delle congiunzioni, le quali molte spariscono e quelle sopravvissute rimangono nella lingua parlata. Si prediligevano infatti forme paratattiche, ovvero congiunzioni di coordinazione e non di subordinazione. Tra le forme che rimangono, possiamo trovare la congiunzione copulativa et→e, la congiunzione negativa nec→né, la disgiunzione aut→o, la congiunzione avversativa magis→ma e in alcune aree per hoc→però, la congiunzione temporale quando→quando e la congiunzione *que (derivato dalla fusione quo, quod, quid)→che.

### Il sistema sintattico
Il sistema sintattico è molto vario, per questo è molto difficile studiarlo e dare delle regole universali. Nonostante ciò, si possono dare delle linee guida generali a partire dal latino fino alle lingue romanze. 
- ordine della frase: il latino è una lingua orientata a sinistra e l'ordine delle parole era soggetto-oggetto-verbo (SOV). Tuttavia quest'ordine non era obbligatorio, grazie alla presenza dei casi. Per esempio Virgilio scrisse: "Tacita per amicae silentiae lunae", ovvero "per i taciti silenzi dell'amica luna"; in questo caso l'autore divide il soggetto dal nome. Nel latino tardo si tende a passare a un sistema soggetto-verbo-oggetto (SVO).
- subordinazione: il sistema del latino classico era ricco di subordinazioni (ipotassi), invece quello del latino volgare prediligeva per la paratassi, cioè frasi brevi e riduzione di subordinazioni. In latino, inoltre, la proposizione completiva era costruita con il soggetto in accusativo e il verbo all'infinito; nelle lingue romanze, questo tipo di costruzione è stata sostituita da quod seguito dal verbo in modo finito (esempio: le frasi italiane costruite con che + indicativo o congiuntivo).
- articolo e dimostrativi: nel sistema latino non c'è la presenza di articoli. Le lingue romanze, invece, posseggono tutte articoli sia definiti sia indefiniti. L'articolo determinativo romanzo proviene, quasi nella totalità dei casi, dalle forme del pronome dimostrativo latino ille (forme italiane: ille → il, illum → lo; illa → la; illi → i, gli; illae → le). C'è da aggiungere che vi sono alcune lingue romanze come le parlate relative all'isola di Maiorca, all'area della Guascogna, e il Sardo che posseggono un articolo determinativo originato da ipse (ipsum → so,ipsa→ sa), pertanto per parlare della casa i sardi diranno sa domu. L'articolo indeterminativo, proviene, invece, da unu. Unica eccezione è il rumeno, che presenta l'articolo determinativo enclitico, per esempio il lupo si scrive lupul. I pronomi dimostrativi conservano il sistema a tre gradi di vicinanza (vicino al parlante, vicino all'interlocutore, lontano da entrambi) del latino solo in spagnolo, portoghese, catalano, sardo, toscano e alcuni dialetti dell'Italia meridionale, nonostante il secondo grado di vicinanza sia ancora raccomandabile nei registri più alti della lingua Italiana.
- pronomi personali atoni: nel sistema latino il pronome rimandava a qualcosa già citato e la maggior parte delle volte si trovava a inizio frase. Con l'avvento delle lingue romanze si forma una doppia serie di pronomi, tonici e atoni, detti anche clitici che quindi occupano un posto fisso nella frase e tendono a precedere le forme finite del verbo.
- posizione del soggetto: come visto in precedenza, il sistema delle lingue romanze è SVO. Il soggetto, a differenza del latino, si trova a inizio frase, poiché dotato di maggior importanza. Questo processo non si trova in tutte le lingue romanze, ad esempio in italiano l'ordine è più libero e si possono avere frasi come "ieri è arrivato Pietro".
- l'interrogazione: nel sistema latino per introdurre una frase interrogativa si utilizzavano morfemi come quis? (chi?), quid? (che cosa?), ubi? (dove?) oppure con il suffisso -ne o -nonne. Nelle lingue romanze questo schema viene mantenuto, infatti molto spesso si usano i morfemi interrogativi come "che", "che cosa". In assenza di questi morfemi si ricorre all'inversione, come nella frase "è arrivato Pietro?"
- la negazione: il latino e le lingue romanze presentano un analogo sistema di negazione e usano lo stesso termine : non, per esempio non cantat corrisponde all'italiano non canta. Anche se il latino prevedeva la particella negativa dopo il verbo, con il tempo si è spostata davanti: questo è un segnale dell'avvicinarsi del latino alle lingue romanze.

### Il sistema lessicale
Il lessico è la parte della lingua più esposta al cambiamento, alle influenze esterne e alle mode. A questo si intrecciano fattori psicologici e sociali che lo rendono non sistematico.
La base lessicale delle lingue romanze è il latino, che a sua volta proviene dall'indoeuropeo, tuttavia la maggior parte delle parole diffusesi nelle lingue romanze deriva non dal latino classico, ma dal latino volgare, variazione di registro più informale.
La rapidità del cambiamento lessicale si denota ogni qualvolta una parola, dopo essere stata assunta da una lingua, cade in disuso perché sostituita da un altro termine.
Le ragioni di questa evoluzione sono differenti. In generale questo avviene quando un termine è semanticamente più produttivo, ovvero quando sostituisce una parola, esprimendone meglio il significato o rendendo regolari le forme verbali che non lo sono.
Il cambiamento linguistico è costituito anche dalla creazione di nuove parole. Queste possono derivare da:
- la necessità di allargare o ridurre il significato di parole già esistenti (cambiamento semantico), come verde che oltre a essere un aggettivo, passa a indicare anche un ambiente naturale;
- prestiti linguistici, come i più comuni anglicismi (ad esempio computer, laptop, thriller) che si sono più o meno adattati alla fonetica italiana. Questi possono essere calchi, ovvero traduzioni letterarie di una parola, oppure traduzioni parziali;
- prefissi e suffissi che modificano parole già esistenti dal punto di vista della connotazione o della categoria grammaticale.

Oltre ai prestiti più contemporanei, già in epoca latina venivano effettuati prestiti alle lingue romanze. Questi venivano detti "cultismi" ed erano introdotti direttamente dal latino classico, considerato lingua di cultura. Per questo motivo parole come causa non passano per il volgare nell'accezione di causa, mentre la derivazione cosa è evoluzione diretta proprio del termine volgare.
Nella maggior parte dei casi, inoltre, i termini più marcati vengono sostituiti da quelli meno marcati; è il caso dei verbi fabulare e parabolare che indicavano il parlare in modo particolare e/o il raccontare delle storie, i quali passano a significare il generico parlare, sostituendo cosi il loqui del latino classico.
Viceversa può capitare che un termine non marcato venga sostituito o perché caduto in disuso o perché soggetto a un cambio di significato. Il termine domus, ad esempio, scompare con il significato di casa e passa a significare solamente casa di Dio, da cui duomo, mentre per indicare la dimora si usa casa che si riferiva a capanna, casupola, termine con cui i contadini indicavano la propria dimora. In alcune varietà regionali invece permane domus, in sardo ad esempio domu continua a significare casa.
Va ricordato che l'evoluzione lessicale non è uguale in tutte le aree, ma varia da una all'altra sulla base della teoria delle onde.
Un termine può essere abbandonato per cambi fonetici: nel passaggio da un sistema all'altro i segmenti assumono diversi suoni e, conseguentemente, alcune parole si assimilano ad altre. Questo porta a un'ambiguità nell'identificazione dei due termini e, per motivi pratici, alla scomparsa di una delle parole in questione. Esplicativo è il caso di auris, che in latino significa "orecchia". Poiché in latino volgare il dittongo au→o, da auris si è passati a oris, che si è poi evoluto in os, indicante già "bocca" in latino classico. Per necessità si è quindi assunto il termine bucca (lat.volg.=guancia) per indicare appunto la bocca.
Parole nuove già in latino venivano create attraverso l'aggiunta di suffissi e prefissi. 
Spesso è da queste parole affissate che derivano gli odierni termini romanzi, ad esempio giorno deriva da diurnum e non dall'originale dies.
- i prefissi latini corrispondono per lo più a preposizioni (ad, cum, de, ex, in, re) e si attaccano soprattutto ai verbi che poi li trasmettono a sostantivi e aggettivi. Un esempio rilevante può essere quello inerente al verbo flare al quale possono essere aggiunti i prefissi sub e cum creando rispettivamente i verbi subflare (soffiare) e cumflare (gonfiare).
- i suffissi hanno principalmente due funzioni: creare parole nuove per derivazione oppure esprimere l'atteggiamento di chi parla. Si possono avere diverse tipologie di suffissi tra cui accrescitivi e peggiorativi, ma i più diffusi sono i diminutivi, che passando alle lingue romanze perdono il significato diminutivo creando una nuova parola. Questo fenomeno si riscontra anche nell' Appendix Probi, dove è riportato il seguente esempio: "auris non oricola", a indicare come già nel latino volgare venissero preferite le parole derivanti dai diminutivi latini; infatti oricola, da cui anche l'italiano orecchia, proviene dal latino classico auriculum, forma diminutiva di auris.

Inoltre sono preferite, nell'evoluzione linguistica romanza, le parole più concrete e marcate. Ecco che il termine classico equus viene sostituito il volgare caballus, e magnus viene abbandonato in favore di grandis. Allo stesso modo passano anche le voci espressive, come le onomatopee (come cloppus, che evolve in cibo).
In questa prospettiva evoluzionistica si può notare una generale avversione al monosillabo tonico poiché troppo breve e inconsistente. A conseguenza di ciò le parole si ampliano o vengono sostituite da sinonimi più lunghi. Esemplificative sono le forme ver che diventa prima ver (primavera) e vir che viene sostituito con homo (uomo).
In generale si può comunque osservare che vengono preferite le parole più sociologicamente usate.

## Rapporti con altre lingue
I rapporti con il greco, l'arabo, il tedesco e l'inglese hanno contribuito a rendere le lingue romanze così come oggi le conosciamo.

### Greco
Il latino aveva avuto per secoli rapporti con il greco e ne aveva assorbito non
pochi elementi che divennero parte integrante del patrimonio latino, come antiphona, ecclesia, sclavus (schiavo). Grazie al prestigio politico e culturale di Bisanzio e alla presenza politica e, talvolta, demografica dei Greci a Venezia, in Romagna, sulle coste dell'Italia meridionale, in Sicilia e in Sardegna sono pervenute alle lingue romanze molte parole di
origine bizantina, come catalogus, craneum, idioma, masticare, pharmacia, protocollum, cathedra.
Accanto a questi termini penetrati dal greco alle lingue romanze in genere, vi
sono alcuni grecismi locali nell'aree in cui il greco è un importante sostrato,
come in Sicilia e nell'Italia meridionale.

### Arabo
L'Impero Romano, grazie alla conquista di una striscia settentrionale di deserto, ebbe contatti lievi anche con la lingua araba. Quando gli arabi conquistarono la penisola iberica nel 711 e la Sicilia nell'827, però si venne a creare una Romània arabica costituita principalmente da Spagna e Sicilia tra le quali la città di Siviglia rimase sotto il dominio arabo per 536 anni e Palermo per quasi 250 anni; la popolazione di questi territori, invasa da immigrati arabi e di altre province orientali, apprese e interiorizzò la lingua araba: in queste zone l'arabo è un vero e proprio sostrato della lingua romanza. Oltre ciò, sia il commercio, sia l'interesse per la cultura araba, determinarono un influsso di questa lingua nel romanzo. La Spagna possiede un elevatissimo numero di parole di origine araba come alcalde (sindaco) che proviene da al-qâdî, arroz (riso) da ae-ruzz, in Sicilia si trovano arabismi come Calatafimi (forte di Eufemio), Buscemi, Favara, Marsala (porto di Alì).

### Tedesco e inglese
Durante le invasioni, l'influenza germanica fu molto forte; lo è stata molto meno, invece, dal Medioevo in poi in cui le influenze si limitavano solamente alle zone limitrofe e ai dialetti. Le parole tedesche più comuni entrate a far parte del lessico delle lingue romanze sono: dollaro (da Thaler mutato in daaler dal neerlandese e cambiato in dollar negli USA), blitz, panzer. La lingua germanica che ha avuto più contatti con quelle romanze dal medioevo in poi è l'inglese: anche se in epoca medievale era il francese a fare molti prestiti all'inglese, la situazione si inverte a partire dal XVIII secolo dove si contano già 123 anglicismi entrati a far parte nel lessico francese, che diverranno poi 578 nel XX secolo. Dal Settecento in poi, tutte le lingue romanze eccetto il romeno accoglieranno non pochi anglicismi, tanto che, oggigiorno è facile confondere parole in realtà latine, come item o media, con parole inglesi. Al giorno d'oggi, solamente la Francia tenta di opporsi a ulteriori insediamenti delle parole inglesi utilizzando i corrispondenti termini francesi. In Italia, uno studio prodotto su un campione di duecento aziende, rivela che, dal 2000 a oggi, l'uso di termini inglesi nel settore finanziario è aumentato del 773%.